# Regionalwahlkreis Steiermark Mitte
Der Regionalwahlkreis Steiermark Mitte (ehemals Wahlkreis 6B) war ein Regionalwahlkreis in Österreich, der bei Wahlen zum Nationalrat für die Vergabe der Mandate im ersten Ermittlungsverfahren gebildet wurde. Der Wahlkreis umfasste den Bezirk Graz-Umgebung und den Bezirk Voitsberg.
Bei der Nationalratswahl 2008 waren im Regionalwahlkreis Steiermark Mitte 157.674 Personen wahlberechtigt, wobei bei der Wahl die Sozialdemokratische Partei Österreichs (SPÖ) mit 29,6 % als stärkste Partei hervorging. Neben der SPÖ erreichte auch die Österreichische Volkspartei (ÖVP) als einzige weitere Partei eines der vier zu vergebenden Grundmandate.
Mit der Nationalratswahl 2013 wurde der Regionalwahlkreis Steiermark Mitte auf die neugeschaffenen Regionalwahlkreise Graz und Umgebung bzw. Weststeiermark aufgeteilt.

## Geschichte
Nach dem Ende des Staates Österreich-Ungarn wurden für das Gebiet der Steiermark mit der Wahlordnung 1918 für die Wahl der konstituierenden Nationalversammlung vier Wahlkreise geschaffen, wobei für das Gebiet des heutigen Regionalwahlkreises teilweise zum Wahlkreis Graz und Umgebung (Wahlkreis 20) bzw. zum Wahlkreis Mittel- und Untersteier (Wahlkreis 21) gehörte. Nachdem die Wahlordnung von 1923 von der austrofaschistischen Regierung 1934 außer Kraft gesetzt worden war, wurde die ursprüngliche Einteilung der Wahlkreise nach dem Zweiten Weltkrieg mit dem Verfassungsgesetz vom 19. Oktober 1945 weitgehend wieder eingeführt. Mit der Nationalrats-Wahlordnung 1971 kam es zu einer tiefgreifenden Wahlkreisreform, mit der die Anzahl der Wahlkreise in Österreich auf nur noch neun reduziert wurde. Für das Bundesland Steiermark bestand in der Folge nur noch ein Wahlkreis, der Wahlkreis Steiermark (Wahlkreis 6). Mit Inkrafttreten der Nationalrats-Wahlordnung 1992 wurde das österreichische Bundesgebiet schließlich in 43 Regionalwahlkreise unterteilt und somit ein drittes Ermittlungsverfahren eingeführt, wobei die Bezirke Graz-Umgebung und Voitsberg zum Wahlkreis Steiermark Mitte (Wahlkreis 6B) zusammengeschlossen wurden. 1993 wurden dem Regionalwahlkreis vier Mandate zugewiesen, wobei die Neuberechnung der Mandatsverteilung im Jahr 2002 (nach den Ergebnissen der Volkszählung 2001) zu keinen Veränderungen führte. Im Zuge der Zusammenlegung von Bezirken im Bundesland Steiermark kam es per 1. Jänner 2013 auch zu einer Neuordnung der Regionalwahlkreise im Bundesland Steiermark. Dadurch wurde der Regionalwahlkreis Graz mit dem Bezirk Graz-Umgebung zum Regionalwahlkreis Graz und Umgebung sowie der Bezirk Voitsberg mit den Bezirken Deutschlandsberg und Leibnitz zum Regionalwahlkreis Weststeiermark verschmolzen.
Seit der Gründung des Regionalwahlkreises erzielten die SPÖ mit einer Ausnahme jeweils die relative Stimmenmehrheit, wobei sie bei der Nationalratswahl 1995 mit 42,8 % ihr bisher bestes Ergebnis erreichte. 2008 erreichte die SPÖ mit 29,6 % ihr bisher schlechtestes Ergebnis, gewann jedoch erneut den 1. Platz. Der ÖVP gelang es lediglich im Wahljahr 2002 die SPÖ Mehrheit im Regionalwahlkreis zu brechen, wobei sie bei der Nationalratswahl 2002 mit 41,8 %  auch den größten jemals erzielten Stimmenanteil erreichte. Zuvor hatte sie sich mit der Freiheitlichen Partei Österreichs um den zweiten Platz duelliert, nach 2002 konnte die ÖVP jedoch den 2. Platz absichern. Dennoch sank sie bis 2008 auf 22,7 %, wobei dieser Stimmenanteil den niedrigsten Wert seit der Gründung des Regionalwahlkreis markierte. Die FPÖ selbst konnte 1994 und 1999 den 2. Platz erreichen, wobei die 30,6 % aus dem Jahr 1999 ihr bestes Ergebnis darstellt. Danach fiel die FPÖ wieder auf den dritten Platz zurück und erreichte 2008 18,0 %. Die Grünen – Die Grüne Alternative (GRÜNE) belegten meist den vierten Platz im Regionalwahlkreis, wurden jedoch 1995 vom Liberalen Forum und 2008 vom Bündnis Zukunft Österreich (BZÖ) überholt, wobei das BZÖ 2008 mit 15,4 % im Regionalwahlkreis Steiermark Mitte ihr zweitbestes Ergebnis in einem Wahlkreis der Steiermark erzielte.

## Wahlergebnisse
| Nationalratswahlen im Regionalwahlkreis Steiermark Mitte | Nationalratswahlen im Regionalwahlkreis Steiermark Mitte | Nationalratswahlen im Regionalwahlkreis Steiermark Mitte | Nationalratswahlen im Regionalwahlkreis Steiermark Mitte | Nationalratswahlen im Regionalwahlkreis Steiermark Mitte | Nationalratswahlen im Regionalwahlkreis Steiermark Mitte | Nationalratswahlen im Regionalwahlkreis Steiermark Mitte | Nationalratswahlen im Regionalwahlkreis Steiermark Mitte | Nationalratswahlen im Regionalwahlkreis Steiermark Mitte | Nationalratswahlen im Regionalwahlkreis Steiermark Mitte |
| Wahltermin                                               | GM                                                       |                                                          | SPÖ                                                      | ÖVP                                                      | FPÖ                                                      | GRÜNE                                                    | BZÖ                                                      | LIF                                                      | Sonstige                                                 |
| -------------------------------------------------------- | -------------------------------------------------------- | -------------------------------------------------------- | -------------------------------------------------------- | -------------------------------------------------------- | -------------------------------------------------------- | -------------------------------------------------------- | -------------------------------------------------------- | -------------------------------------------------------- | -------------------------------------------------------- |
| 9. Oktober 1994                                          |                                                          | Stimmenanteile (%)                                       | 39,8                                                     | 23,6                                                     | 24,5                                                     | 5,9                                                      | -                                                        | 4,9                                                      | 1,4                                                      |
| 9. Oktober 1994                                          | 4                                                        | Grundmandate                                             | 1                                                        | 1                                                        | 1                                                        | -                                                        | -                                                        | 0                                                        | 0                                                        |
| 17. Dezember 1995                                        |                                                          | Stimmenanteile (%)                                       | 42,8                                                     | 25,8                                                     | 22,0                                                     | 3,9                                                      | -                                                        | 4,1                                                      | 1,4                                                      |
| 17. Dezember 1995                                        | 4                                                        | Grundmandate                                             | 1                                                        | 1                                                        | 0                                                        | 0                                                        | -                                                        | 0                                                        | 0                                                        |
| 3. Oktober 1999                                          |                                                          | Stimmenanteile (%)                                       | 36,2                                                     | 23,5                                                     | 30,6                                                     | 5,7                                                      | -                                                        | 2,4                                                      | 1,6                                                      |
| 3. Oktober 1999                                          | 4                                                        | Grundmandate                                             | 1                                                        | 1                                                        | 1                                                        | 0                                                        | -                                                        | 0                                                        | 0                                                        |
| 24. November 2002                                        |                                                          | Stimmenanteile (%)                                       | 39,4                                                     | 41,8                                                     | 10,5                                                     | 6,5                                                      | -                                                        | 1,0                                                      | 0,8                                                      |
| 24. November 2002                                        | 4                                                        | Grundmandate                                             | 1                                                        | 1                                                        | 0                                                        | 0                                                        | -                                                        | 0                                                        | 0                                                        |
| 1. Oktober 2006                                          |                                                          | Stimmenanteile (%)                                       | 39,4                                                     | 34,1                                                     | 11,5                                                     | 7,6                                                      | 3,7                                                      | -                                                        | 3,7                                                      |
| 1. Oktober 2006                                          | 4                                                        | Grundmandate                                             | 1                                                        | 1                                                        | 0                                                        | 0                                                        | 0                                                        | -                                                        | 0                                                        |
| 28. September 2008                                       |                                                          | Stimmenanteile (%)                                       | 29,6                                                     | 22,7                                                     | 18,8                                                     | 8,0                                                      | 15,4                                                     | 1,6                                                      | 3,9                                                      |
| 28. September 2008                                       | 4                                                        | Grundmandate                                             | 1                                                        | 1                                                        | 0                                                        | 0                                                        | 0                                                        | 0                                                        | 0                                                        |